# Баринас
Бари́нас (исп. Barinas) — административный центр венесуэльского штата Баринас.

## История
Поселение было основано испанскими колонистами в 1577 году, в дальнейшем оно стало центром сельскохозяйственного района.
С 1786 года город является административным центром штата Баринас.
В 1975 году здесь был создан университет.
В декабре 2007 года правительством Венесуэлы было подписано соглашение с Белоруссией о сборочном производстве грузовиков МАЗ, в городе Баринас началось строительство совместного предприятия Fábrica Ensambladora de camiones «MAZVEN» C.A. общей площадью 33 тыс. м² и производственной мощностью до 10 000 грузовиков в год, однако начавшийся в 2008 году экономический кризис замедлил выполнение контракта. В феврале 2012 года завод был построен на 78 %. В начале апреля 2013 года завод выпустил первые 37 грузовиков.

## Современное состояние
Численность населения составляет 353 442 жителя (на 2011 год).